# Liste des espèces de lémuriens

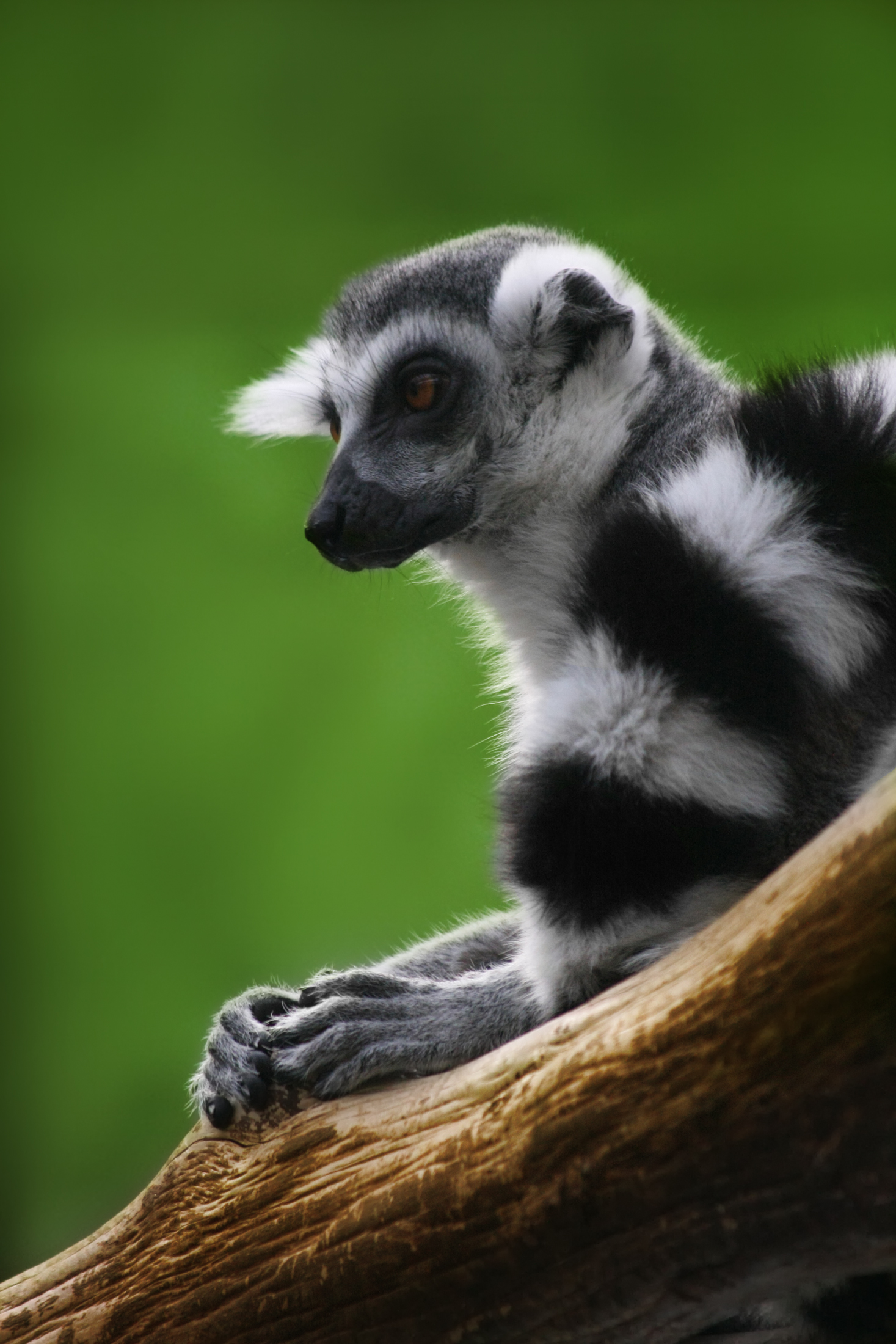
Le maki catta (Lemur catta) est l'une des 101 espèces et sous-espèces reconnues de lémuriens et uniquement trouvée sur Madagascar.

Toutes les espèces de lémuriens sont des primates strepsirrhiniens endémiques de Madagascar. Elles vont du Microcèbe de Mme Berthe, le plus petit primate du monde (qui pèse 30 grammes), jusqu'à l'Indri (qui peut peser jusqu'à 9,5 kg).
Certaines des espèces de lémuriens récemment éteintes avaient une taille beaucoup plus grande.
Entre 2000 et 2008, 39 nouvelles espèces ont été décrites et neuf autres taxons sont redevenus valides.
En 2010, cinq familles, 15 genres et 101 espèces et sous espèces de lémuriens sont officiellement reconnus. Sur les 111 espèces et sous-espèces, l'Union internationale pour la conservation de la nature (UICN) en classe huit comme en danger critique d'extinction (CR), 18 en danger (EN), 15 vulnérables (VU), quatre quasi menacées (NT), huit de préoccupation mineure (LC), 41 sont considérées de données insuffisantes (DD), et sept n'ont pas encore été évaluées.
En 2020, à cause principalement de la déforestation et parfois de la chasse illégale, sur les 107 espèces de lémuriens de Madagascar, la quasi-totalité (103) sont menacées de disparition. La liste des 25 primates les plus menacés au monde publiée tous les 2 ans depuis l'an 2000 mentionne 18 espèces de lémuriens en grand danger d'extinction.

## Classification taxinomique
Les lémuriens sont classés en sept familles, dont trois sont éteintes :
- Famille : † Archaeolemuridae : lemurs
  - Genre : † Archaeolemur (2 espèces éteintes)
  - Genre : † Hadropithecus (1 espèce éteinte)
- Famille : Cheirogaleidae

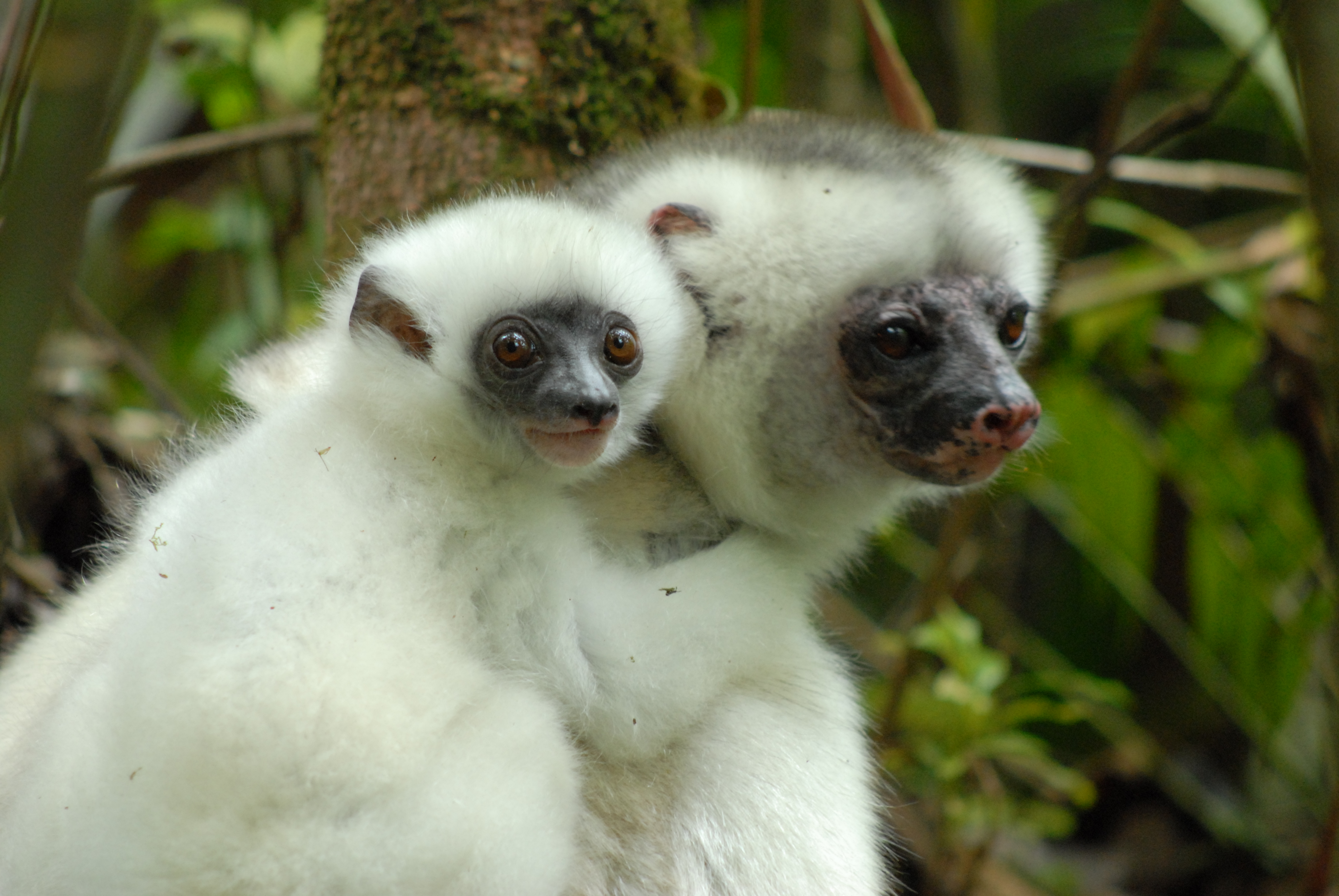
Le Sifaka soyeux, l'un des primates les plus menacés au monde.

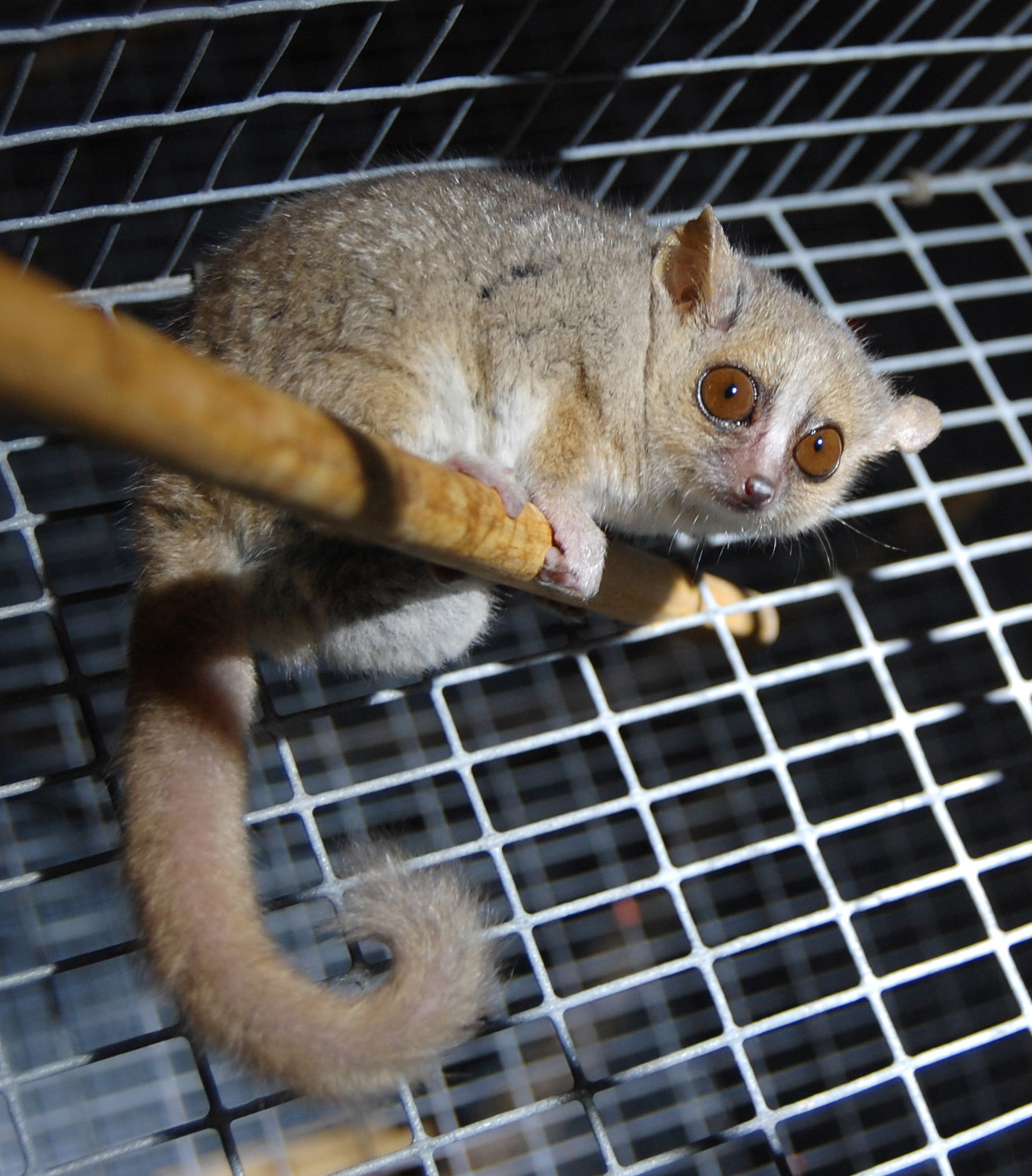
Les microcèbes, ici un Microcebus murinus, sont les plus petits primates connus.

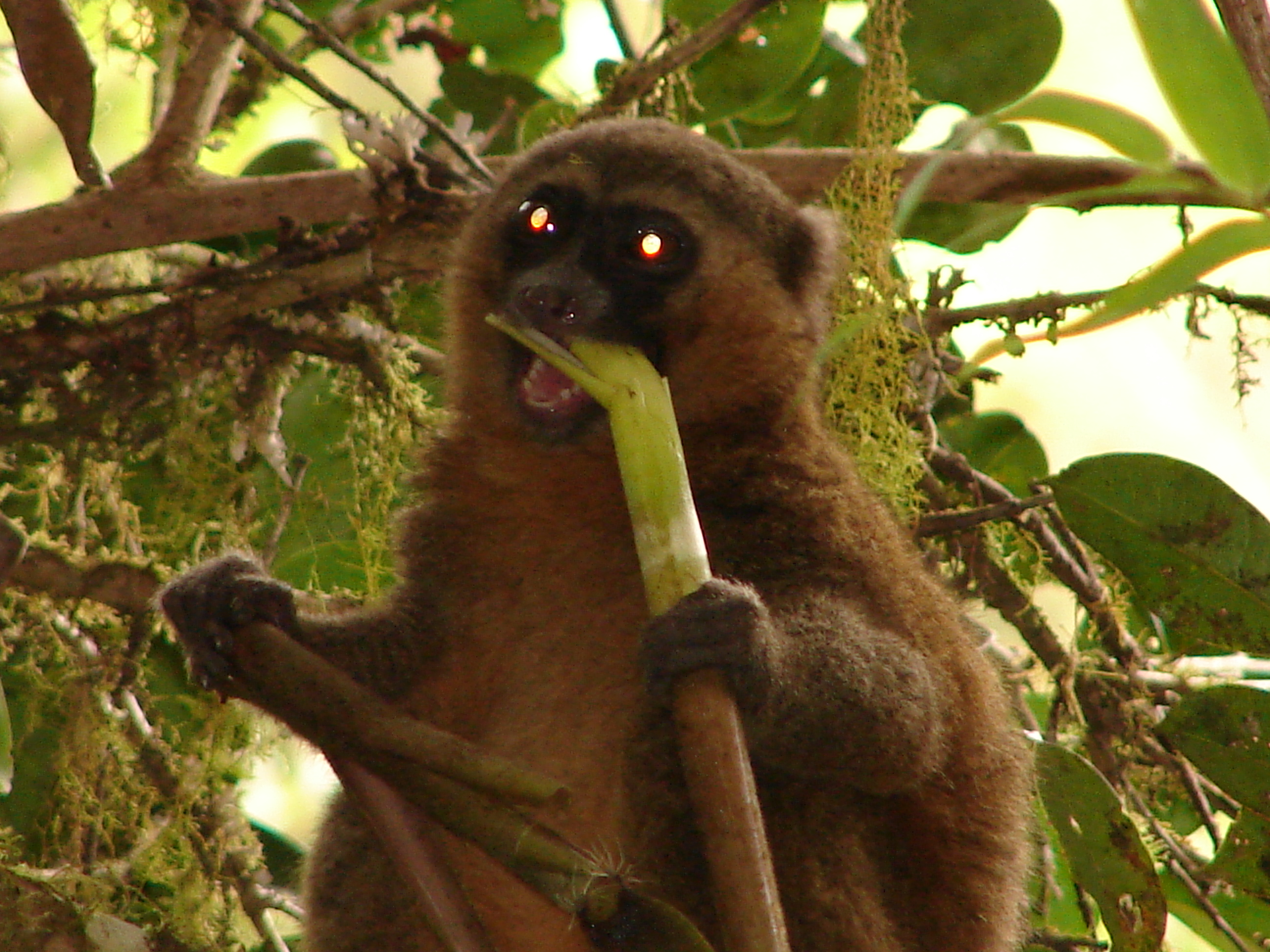
Depuis 2010 5 espèces et 3 sous-espèces de lémurs bambou sont reconnues.

  - Genre : Allocebus : chirogale à oreilles velues, allocèbe (1 espèce actuelle)
  - Genre : Cheirogaleus : chirogales, microcèbes (5 espèces actuelles)
  - Genre : Microcebus : microcèbes (18 espèces actuelles)
  - Genre : Mirza : microcèbes (2 espèces actuelles)
  - Genre : Phaner : lémurs à fourche (4 espèces actuelles)
- Famille : Indriidae
  - Genre : Avahi : avahis (9 espèces actuelles)
  - Genre : Indri : indri (1 espèce actuelle)
  - Genre : Propithecus : sifakas (9 espèces actuelles)
- Famille : Lemuridae
  - Genre : Eulemur : lémurs vrais (12 espèces actuelles)
  - Genre : Hapalemur : lémurs bambou (5 espèces actuelles, 3 sous-espèces actuelles)
  - Genre : Lemur : maki catta (1 espèce actuelle)
  - Genre : † Pachylemur (2 espèces éteintes)
  - Genre : Prolemur : grand Hapalémur (1 espèce actuelle)
  - Genre : Varecia : makis varis (2 espèces actuelles, 3 sous-espèces actuelles)
- Famille : Lepilemuridae
  - Genre : Lepilemur (26 espèces actuelles)
- Famille : † Megaladapidae
  - Genre : † Megaladapis (3 espèces éteintes)
- Famille : † Palaeopropithecidae
  - Genre : † Archaeoindris (1 espèce éteinte)
  - Genre : † Babakotia (1 espèce éteinte)
  - Genre : † Mesopropithecus (3 espèces éteintes)
  - Genre : † Palaeopropithecus (3 espèces éteintes)

## Liste des espèces

### Clé des tableaux
| Forêts des basses terres de Madagascar    | Forêts sub-humides de Madagascar         |
| Forêts sèches caducifoliées de Madagascar | Forêts claires succulentes de Madagascar |
| Fourrés épineux de Madagascar             | Mangroves de Madagascar                  |

| · Jour · (diurne) |  | · Nuit · (nocturne) |  | · Jour / Nuit · (cathéméral) |

### Cheirogaleidae
| Famille des Cheirogaleidae – 5 genres, 31 espèces |

| Forêts tropicales sub-humides des Hautes-Terres | Forêts denses sèches caducifoliées | Forêts claires sèches à plantes succulentes |
| Fourrés épineux secs                            | Mangroves                          |                                             |

| Forêts tropicales humides des basses terres | Forêts tropicales sub-humides des Hautes-Terres |

| Forêts denses sèches caducifoliées | Mangroves |

| Forêts claires sèches à plantes succulentes | Fourrés épineux secs |

| Forêts denses sèches caducifoliées |

| Forêts claires sèches à plantes succulentes |

| Forêts tropicales sub-humides des Hautes-Terres | Forêts denses sèches caducifoliées |

| Forêts denses sèches caducifoliées |

| Forêts tropicales humides des basses terres | Forêts tropicales sub-humides des Hautes-Terres |

| Forêts tropicales sub-humides des Hautes-Terres |

| Forêts tropicales humides des basses terres |

| Forêts tropicales humides des basses terres |

| Forêts tropicales humides des basses terres |

| Forêts denses sèches caducifoliées |

| Forêts denses sèches caducifoliées |

| Forêts tropicales sub-humides des Hautes-Terres | Broussailles sclérophylles de montagne |

| Forêts tropicales sub-humides des Hautes-Terres |

| Forêts tropicales humides des basses terres |

| Forêts tropicales humides des basses terres |

| Forêts denses sèches caducifoliées | Forêts claires sèches à plantes succulentes | Fourrés épineux secs |

| Forêts tropicales sub-humides des Hautes-Terres | Forêts denses sèches caducifoliées | Mangroves |

| Forêts tropicales humides des basses terres | Forêts tropicales sub-humides des Hautes-Terres |

| Forêts tropicales sub-humides des Hautes-Terres | Forêts denses sèches caducifoliées | Forêts claires sèches à plantes succulentes |
| Fourrés épineux secs                            | Mangroves                          |                                             |

| Forêts tropicales humides des basses terres | Forêts tropicales sub-humides des Hautes-Terres | Forêts denses sèches caducifoliées |

| Forêts tropicales humides des basses terres | Forêts tropicales sub-humides des Hautes-Terres |

| Forêts tropicales humides des basses terres | Forêts tropicales sub-humides des Hautes-Terres |

| Forêts tropicales humides des basses terres | Forêts tropicales sub-humides des Hautes-Terres |

| Forêts tropicales humides des basses terres |

| Forêts denses sèches caducifoliées | Forêts claires sèches à plantes succulentes | Mangroves |

| Forêts tropicales sub-humides des Hautes-Terres | Forêts denses sèches caducifoliées |

| Forêts tropicales sub-humides des Hautes-Terres | Forêts denses sèches caducifoliées |

### Lepilemuridae
| Famille des Lepilemuridae – 1 genre, 26 espèces |

| Forêts tropicales humides des basses terres | Forêts tropicales sub-humides des Hautes-Terres |

| Forêts denses sèches caducifoliées | Forêts claires sèches à plantes succulentes |

| Forêts tropicales sub-humides des Hautes-Terres | Forêts denses sèches caducifoliées |

| Forêts tropicales humides des basses terres | Forêts tropicales sub-humides des Hautes-Terres |

| Forêts denses sèches caducifoliées |

| Fourrés épineux secs |

| Forêts tropicales sub-humides des Hautes-Terres | Forêts denses sèches caducifoliées |

| Forêts denses sèches caducifoliées |

| Forêts tropicales humides des basses terres | Forêts tropicales sub-humides des Hautes-Terres |

| Forêts tropicales humides des basses terres |

| Forêts tropicales sub-humides des Hautes-Terres |

| Forêts tropicales humides des basses terres |

| Forêts tropicales humides des basses terres |

| Forêts tropicales sub-humides des Hautes-Terres | Forêts denses sèches caducifoliées |

| Forêts tropicales sub-humides des Hautes-Terres |

| Forêts denses sèches caducifoliées |

| Forêts denses sèches caducifoliées |

| Forêts claires sèches à plantes succulentes |

| Fourrés épineux secs |

| Forêts tropicales sub-humides des Hautes-Terres | Forêts denses sèches caducifoliées |

| Forêts denses sèches caducifoliées |

| Forêts denses sèches caducifoliées |

| Forêts tropicales sub-humides des Hautes-Terres | Forêts denses sèches caducifoliées |

| Forêts denses sèches caducifoliées |

| Forêts tropicales humides des basses terres |

| Forêts tropicales humides des basses terres |

### Lemuridae
| Famille des Lemuridae – 5 genres, 21 espèces (+1 genre et 2 espèces éteints) |

| Forêts tropicales humides des basses terres | Forêts tropicales sub-humides des Hautes-Terres |

| Forêts tropicales humides des basses terres | Forêts tropicales sub-humides des Hautes-Terres | Forêts denses sèches caducifoliées | Mangroves |

| Forêts tropicales sub-humides des Hautes-Terres |

| Forêts tropicales humides des basses terres | Forêts tropicales sub-humides des Hautes-Terres |

| Forêts tropicales humides des basses terres |

| Forêts tropicales humides des basses terres | Forêts tropicales sub-humides des Hautes-Terres |

| Forêts tropicales sub-humides des Hautes-Terres | Forêts claires sèches à plantes succulentes | Fourrés épineux secs | Broussailles sclérophylles de montagne |

| Forêts denses sèches caducifoliées | Forêts tropicales humides des Comores |

| Forêts tropicales sub-humides des Hautes-Terres | Forêts denses sèches caducifoliées | Mangroves |

| Forêts tropicales humides des basses terres | Forêts tropicales sub-humides des Hautes-Terres | Forêts denses sèches caducifoliées | Forêts tropicales humides de Mayotte |

| Forêts tropicales humides des basses terres | Forêts tropicales sub-humides des Hautes-Terres |

| Forêts denses sèches caducifoliées | Mangroves |

| Forêts tropicales humides des basses terres | Forêts tropicales sub-humides des Hautes-Terres |

| Forêts tropicales humides des basses terres | Forêts tropicales sub-humides des Hautes-Terres | Forêts claires sèches à plantes succulentes | Mangroves |

| Forêts tropicales sub-humides des Hautes-Terres | Forêts denses sèches caducifoliées |

| Forêts tropicales humides des basses terres | Forêts tropicales sub-humides des Hautes-Terres |

| Forêts tropicales sub-humides des Hautes-Terres | Forêts denses sèches caducifoliées |

| Forêts tropicales humides des basses terres |

| Forêts tropicales sub-humides des Hautes-Terres | Forêts denses sèches caducifoliées |

| Forêts tropicales humides des basses terres | Forêts tropicales sub-humides des Hautes-Terres |

| Forêts tropicales humides des basses terres |

### Indriidae
| Famille des Indriidae – 3 genres, 19 espèces |

| Forêts tropicales humides des basses terres | Forêts tropicales sub-humides des Hautes-Terres |

| Forêts denses sèches caducifoliées |

| Forêts tropicales humides des basses terres |

| Forêts denses sèches caducifoliées |

| Forêts tropicales humides des basses terres |

| Forêts tropicales humides des basses terres |

| Forêts tropicales humides des basses terres |

| Forêts tropicales humides des basses terres |

| Forêts tropicales humides des basses terres |

| Forêts tropicales humides des basses terres | Forêts tropicales sub-humides des Hautes-Terres |

| Forêts denses sèches caducifoliées | Forêts claires sèches à plantes succulentes | Fourrés épineux secs | Mangroves |

| Forêts denses sèches caducifoliées |

| Forêts denses sèches caducifoliées | Mangroves |

| Forêts denses sèches caducifoliées | Mangroves |

| Forêts tropicales humides des basses terres | Forêts tropicales sub-humides des Hautes-Terres |

| Forêts tropicales humides des basses terres |

| Forêts tropicales sub-humides des Hautes-Terres | Forêts denses sèches caducifoliées |

| Forêts denses sèches caducifoliées |

| Forêts tropicales humides des basses terres | Forêts tropicales sub-humides des Hautes-Terres |

### Daubentoniidae
| Famille des Daubentoniidae – 1 genre, 1 espèce (+1 espèce éteinte) |

| Genre                                       | Espèce                                          | Nom vernaculaire                   | Date | Auteur(s)   | Statut | Habitat     | Rythme   | Poids          | Image |
| ------------------------------------------- | ----------------------------------------------- | ---------------------------------- | ---- | ----------- | ------ | ----------- | -------- | -------------- | ----- |
| Daubentonia                                 | D. madagascariensis                             | Aye-aye                            | 1795 | Geoffroy É. | (NT)   | \| \| \| \| | Nocturne | 2,50 - 2,60 kg |       |
| Daubentonia                                 | † D. robusta                                    | Aye-aye géant                      | 1934 | Lamberton   | (EX)   |             |          | ~ 14,0 kg      |       |
| Forêts tropicales humides des basses terres | Forêts tropicales sub-humides des Hautes-Terres | Forêts denses sèches caducifoliées |      |             |        |             |          |                |       |

### Megaladapidae
| Famille des Megaladapidae – 1 genre, 3 espèces (toutes éteintes) |

| Genre         | Espèce                | Nom vernaculaire | Date | Auteur(s)     | Statut | Habitat | Rythme | Poids   | Image |
| ------------- | --------------------- | ---------------- | ---- | ------------- | ------ | ------- | ------ | ------- | ----- |
| † Megaladapis | † M. madagascariensis |                  | 1894 | Forsyth Major | (EX)   |         |        | ~ 38 kg |       |
| † Megaladapis | † M. edwardsi         |                  | 1899 | Grandidier G. | (EX)   |         |        | ~ 63 kg |       |
| † Megaladapis | † M. grandidieri      |                  | 1903 | Standing      | (EX)   |         |        | ~ 75 kg |       |

### Archaeolemuridae
| Famille des Archaeolemuridae – 2 genres, 3 espèces (toutes éteintes) |

| Genre           | Espèce            | Nom vernaculaire | Date | Auteur(s)           | Statut | Habitat | Rythme | Poids   | Image |
| --------------- | ----------------- | ---------------- | ---- | ------------------- | ------ | ------- | ------ | ------- | ----- |
| † Archaeolemur  | † A. edwardsi     |                  | 1895 | Filhol              | (EX)   |         |        | ~ 24 kg |       |
| † Archaeolemur  | † A. majori       |                  | 1895 | Filhol              | (EX)   |         |        | ~ 14 kg |       |
| † Hadropithecus | † H. stenognathus |                  | 1899 | Lorenz von Liburnau | (EX)   |         |        | ~ 27 kg |       |

### Palaeopropithecidae
| Famille des Palaeopropithecidae – 4 genres, 8 espèces (toutes éteintes) |

| Genre               | Espèce               | Nom vernaculaire | Date | Auteur(s)      | Statut | Habitat | Rythme | Poids        | Image |
| ------------------- | -------------------- | ---------------- | ---- | -------------- | ------ | ------- | ------ | ------------ | ----- |
| † Archaeoindris     | † A. fontoynonti     |                  | 1908 | Standing       | (EX)   |         |        | ~ 200 kg     |       |
| † Babakotia         | † B. radofilai       |                  | 1990 | Godfrey et al. | (EX)   |         |        | 15 - 20 kg   |       |
| † Mesopropithecus   | † M. dolichobrachion |                  | 1995 | Simons         | (EX)   |         |        | ~ 14 kg      |       |
| † Mesopropithecus   | † M. globiceps       |                  | 1936 | Lamberton      | (EX)   |         |        | ~ 11 kg      |       |
| † Mesopropithecus   | † M. pithecoides     |                  | 1905 | Standing       | (EX)   |         |        | ~ 10 kg      |       |
| † Palaeopropithecus | † P. ingens          |                  | 1899 | Grandidier G.  | (EX)   |         |        | ~ 40 - 60 kg |       |
| † Palaeopropithecus | † P. maximus         |                  | 1903 | Standing       | (EX)   |         |        | ~ 40 - 60 kg |       |
| † Palaeopropithecus | † P. kelyus          |                  | 2009 | Gommery & al.  | (EX)   |         |        | ~ 40 - 60 kg |       |